# Reuniões de cúpula do G20
Esta é uma lista das Reuniões de cúpula do G20. As reuniões do G-20 ocorrem anualmente entre os chefes de Estado e de governo e os ministros dos países membros do G20. O anfitrião da cimeira é o país que ocupa a Presidência pro tempore do grupo no período para o qual o encontro foi agendado. A primeira reunião ocorreu em 2008, em Washington, D.C., por iniciativa da União Europeia em resposta à Grande Recessão.

## Cúpulas dos Chefes de Governo
| Ano  | #   | Data              | País           | Cidade           | Anfitrião                        | Ref.                 |
| ---- | --- | ----------------- | -------------- | ---------------- | -------------------------------- | -------------------- |
| 2008 | 1ª  | 14-15 de novembro | Estados Unidos | Washington, D.C. | Presidente George W. Bush        | [ 2 ]                |
| 2009 | 2ª  | 2 de abril        | Reino Unido    | Londres          | Primeiro-ministro Gordon Brown   | [ 3 ]                |
| 2009 | 3ª  | 24-25 de setembro | Estados Unidos | Pittsburgh       | Presidente Barack Obama          | [ 4 ]                |
| 2010 | 4ª  | 26-27 de junho    | Canadá         | Toronto          | Primeiro-ministro Stephen Harper | [ 5 ] [ 6 ]          |
| 2010 | 5ª  | 11-12 de novembro | Coreia do Sul  | Seul             | Presidente Lee Myung-bak         | [ 7 ]                |
| 2011 | 6ª  | 3-4 de novembro   | França         | Cannes           | Presidente Nicolas Sarkozy       | [ 8 ] [ 9 ]          |
| 2012 | 7ª  | 18-19 de junho    | México         | Los Cabos        | Presidente Felipe Calderón       | [ 10 ]               |
| 2013 | 8ª  | 5-6 de setembro   | Rússia         | São Petersburgo  | Presidente Vladimir Putin        | [ 11 ]               |
| 2014 | 9ª  | 15-16 de novembro | Austrália      | Brisbane         | Primeiro-ministro Tony Abbott    | [ 12 ]               |
| 2015 | 10ª | 15-16 de novembro | Turquia        | Antália          | Presidente Recep Tayyip Erdoğan  | [ 13 ]               |
| 2016 | 11ª | 4-5 de setembro   | China          | Hangzhou         | Presidente Xi Jinping            | [ 11 ] [ 13 ] [ 14 ] |
| 2017 | 12ª | 7-8 de julho      | Alemanha       | Hamburgo         | Chanceler Angela Merkel          | [ 11 ]               |
| 2018 | 13ª | 29-30 de novembro | Argentina      | Buenos Aires     | Presidente Mauricio Macri        | [ 15 ]               |
| 2019 | 14ª | 28-29 de junho    | Japão          | Osaka            | Primeiro-Ministro Shinzō Abe     | [ 16 ]               |
| 2020 | 15ª | 21-22 de novembro | Arábia Saudita | Riade            | Rei Salman                       | [ 17 ] [ 18 ]        |
| 2021 | 16ª | 30-31 de Outubro  | Itália         | Roma             | Primeiro-ministro Mario Draghi   | [ 19 ]               |
| 2022 | 17ª | 15-16 de novembro | Indonésia      | Bali             | Presidente Joko Widodo           | [ 20 ]               |
| 2023 | 18ª | 9-10 de setembro  | Índia          | Nova Déli        | Primeiro-ministro Narendra Modi  | [ 21 ]               |
| 2024 | 19ª | 19-20 de novembro | Brasil         | Rio de Janeiro   | Presidente Lula da Silva         | [ 22 ] [ 23 ]        |

### Representações por país
| Ano  | País          | País     | País           | País      | País        | País      | País    | País   | País          | País           | País     | País  | País      | País       | País    | País     | País        | País     | País      | País |
| Ano  | África do Sul | Alemanha | Arábia Saudita | Argentina | Austrália   | Brasil    | Canadá  | China  | Coreia do Sul | Estados Unidos | França   | Índia | Indonésia | Itália     | Japão   | México   | Reino Unido | Rússia   | Turquia   |      |
| ---- | ------------- | -------- | -------------- | --------- | ----------- | --------- | ------- | ------ | ------------- | -------------- | -------- | ----- | --------- | ---------- | ------- | -------- | ----------- | -------- | --------- | ---- |
| 2008 | Motlanthe     | Merkel   | Abdullah       | Kirchner  | Rudd        | Lula      | Harper  | Jintao | Lee           | Bush           | Sarkozy  | Singh | Yudhoyono | Berlusconi | Asō     | Calderón | Brown       | Medvedev | Erdoğan   |      |
| 2009 | Motlanthe     | Merkel   | Abdullah       | Kirchner  | Rudd        | Lula      | Harper  | Jintao | Lee           | Obama          | Sarkozy  | Singh | Yudhoyono | Berlusconi | Asō     | Calderón | Brown       | Medvedev | Erdoğan   |      |
| 2009 | Zuma          | Merkel   | Abdullah       | Kirchner  | Rudd        | Lula      | Harper  | Jintao | Lee           | Obama          | Sarkozy  | Singh | Yudhoyono | Berlusconi | Asō     | Calderón | Brown       | Medvedev | Erdoğan   |      |
| 2010 | Zuma          | Merkel   | Abdullah       | Kirchner  | Rudd        | Lula      | Harper  | Jintao | Lee           | Obama          | Sarkozy  | Singh | Yudhoyono | Berlusconi | Asō     | Calderón | Cameron     | Medvedev | Erdoğan   |      |
| 2010 | Zuma          | Merkel   | Abdullah       | Kirchner  | Rudd        | Lula      | Harper  | Jintao | Lee           | Obama          | Sarkozy  | Singh | Yudhoyono | Berlusconi | Kan     | Calderón | Cameron     | Medvedev | Erdoğan   |      |
| 2011 | Zuma          | Merkel   | Abdullah       | Kirchner  | Rudd        | Rousseff  | Harper  | Jintao | Lee           | Obama          | Sarkozy  | Singh | Yudhoyono | Monti      | Noda    | Calderón | Cameron     | Medvedev | Erdoğan   |      |
| 2012 | Zuma          | Merkel   | Abdullah       | Kirchner  | Rudd        | Rousseff  | Harper  | Jintao | Lee           | Obama          | Hollande | Singh | Yudhoyono | Monti      | Noda    | Calderón | Cameron     | Putin    | Erdoğan   |      |
| 2013 | Zuma          | Merkel   | Abdullah       | Kirchner  | Rudd        | Rousseff  | Harper  | Xi     | Park          | Obama          | Hollande | Singh | Yudhoyono | Letta      | Abe     | Nieto    | Cameron     | Putin    | Erdoğan   |      |
| 2014 | Zuma          | Merkel   | Abdullah       | Kirchner  | Tony Abbott | Rousseff  | Harper  | Xi     | Park          | Obama          | Hollande | Modi  | Yudhoyono | Renzi      | Abe     | Nieto    | Cameron     | Putin    | Erdoğan   |      |
| 2015 | Zuma          | Merkel   | Salman         | Kirchner  | Turnbull    | Rousseff  | Harper  | Xi     | Park          | Obama          | Hollande | Modi  | Widodo    | Renzi      | Abe     | Nieto    | Cameron     | Putin    | Davutoğlu |      |
| 2016 | Zuma          | Merkel   | Salman         | Macri     | Turnbull    | Temer     | Trudeau | Xi     | Park          | Obama          | Hollande | Modi  | Widodo    | Renzi      | Abe     | Nieto    | May         | Putin    | Yıldırım  |      |
| 2017 | Zuma          | Merkel   | Salman         | Macri     | Turnbull    | Temer     | Trudeau | Xi     | Moon          | Trump          | Macron   | Modi  | Widodo    | Gentiloni  | Abe     | Nieto    | May         | Putin    | Erdoğan   |      |
| 2018 | Ramaphosa     | Merkel   | Salman         | Macri     | Morrison    | Temer     | Trudeau | Xi     | Moon          | Trump          | Macron   | Modi  | Widodo    | Conte      | Abe     | Nieto    | May         | Putin    | Erdoğan   |      |
| 2019 | Ramaphosa     | Merkel   | Salman         | Macri     | Morrison    | Bolsonaro | Trudeau | Xi     | Moon          | Trump          | Macron   | Modi  | Widodo    | Conte      | Abe     | Obrador  | May         | Putin    | Erdoğan   |      |
| 2020 | Ramaphosa     | Merkel   | Salman         | Fernández | Morrison    | Bolsonaro | Trudeau | Xi     | Moon          | Trump          | Macron   | Modi  | Widodo    | Conte      | Abe     | Obrador  | Johnson     | Putin    | Erdoğan   |      |
| 2021 | Ramaphosa     | Merkel   | Salman         | Fernández | Morrison    | Bolsonaro | Trudeau | Xi     | Moon          | Biden          | Macron   | Modi  | Widodo    | Draghi     | Kishida | Obrador  | Johnson     | Putin    | Erdoğan   |      |
| 2022 | Ramaphosa     | Scholz   | Salman         | Fernández | Albanese    | Bolsonaro | Trudeau | Xi     | Yoon          | Biden          | Macron   | Modi  | Widodo    | Meloni     | Kishida | Obrador  | Sunak       | Putin    | Erdoğan   |      |

## Cúpulas Ministeriais

### Ministros das Finanças
| Ano  | #   | País           | Cidade           | Ref. |
| ---- | --- | -------------- | ---------------- | ---- |
| 1999 | 1ª  | Alemanha       | Berlim           |      |
| 2000 | 2ª  | Canadá         | Montreal         |      |
| 2001 | 3ª  | Canadá         | Ottawa/Gatineau  |      |
| 2002 | 4ª  | Índia          | Nova Délhi       |      |
| 2003 | 5ª  | México         | Morelia          |      |
| 2004 | 6ª  | Alemanha       | Berlim           |      |
| 2005 | 7ª  | China          | Beijing          |      |
| 2006 | 8ª  | Austrália      | Melbourne        |      |
| 2007 | 9ª  | África do Sul  | Cidade do Cabo   |      |
| 2008 | 10ª | Brasil         | São Paulo        |      |
| 2009 | 11ª | Reino Unido    | Horsham          |      |
| 2009 | 12ª | Reino Unido    | Londres          |      |
| 2009 | 13ª | Reino Unido    | St Andrews       |      |
| 2010 | 14ª | Coreia do Sul  | Incheon          |      |
| 2010 | 15ª | Canadá         | Toronto          |      |
| 2010 | 16ª | Coreia do Sul  | Seul             |      |
| 2012 | 17ª | México         | Cidade do México |      |
| 2012 | 18ª | Estados Unidos | Washington, D.C. |      |
| 2012 | 19ª | México         | Cidade do México |      |
| 2013 | 20ª | Rússia         | Moscou           |      |
| 2013 | 21ª | Estados Unidos | Washington, D.C. |      |
| 2013 | 22ª | Estados Unidos | Washington, D.C. |      |
| 2015 | 23  | Turquia        | Istambul         |      |
| 2016 | 24  | China          | Chengdu          |      |
| 2017 | 25  | Alemanha       | Baden-Baden      |      |

### Ministros das Relações Exteriores
| Ano  | Nº | Data              | País           | Cidade       | Anfitrião               | Ref. |
| ---- | -- | ----------------- | -------------- | ------------ | ----------------------- | ---- |
| 2017 | 1ª | Fevereiro         | Alemanha       | Bona         | Sigmar Gabriel          |      |
| 2018 | 2ª | Maio              | Argentina      | Buenos Aires | Jorge Faurie            |      |
| 2019 | 3ª | 22-23 de novembro | Japão          | Nagoia       | Toshimitsu Motegi       |      |
| 2020 | 4ª | 21-22 de novembro | Arábia Saudita | Riade        | Faisal bin Farhan       |      |
| 2021 | 5ª | 29-30 de junho    | Itália         | Matera       | Luigi Di Maio           |      |
| 2022 | 6ª | 7-8 de julho      | Indonésia      | Bali         | Retno Marsudi           |      |
| 2023 | 7ª | 1-2 de março      | Índia          | Deli         | Subrahmanyam Jaishankar |      |